# Constantino Fernández Pico
Constantino Fernández Pico (La Corunya, 1966), conegut com a Tino Fernández, és un empresari gallec, president del Real Club Deportivo de La Coruña entre 2014 i 2019.

## Trajectòria
És llicenciat en Econòmiques per la Universitat de Santiago de Compostel·la, i també el fundador i president de la consultora tecnològica Altia. Fou entrenador de diversos equips de bàsquet, entre ells les seleccions gallegues infantil i cadet masculina.
Va ser escollit president del Deportivo de La Corunya el 21 de gener de 2014, en substitució d'Augusto César Lendoiro. L'empresari va rebre el suport del 72,09% del capital social representat a la Junta d'Accionistes. Va destacar per la seva gestió econòmica, que va salvar l'equip de la desaparició. Després d'una mala ratxa de resultats, el 22 d'abril de 2019 va anunciar la seva dimissió i la convocatòria d'eleccions. El més votat pels accionistes per a substituir Tino Fernández va ser Paco Zas.